# Plan-du-Var

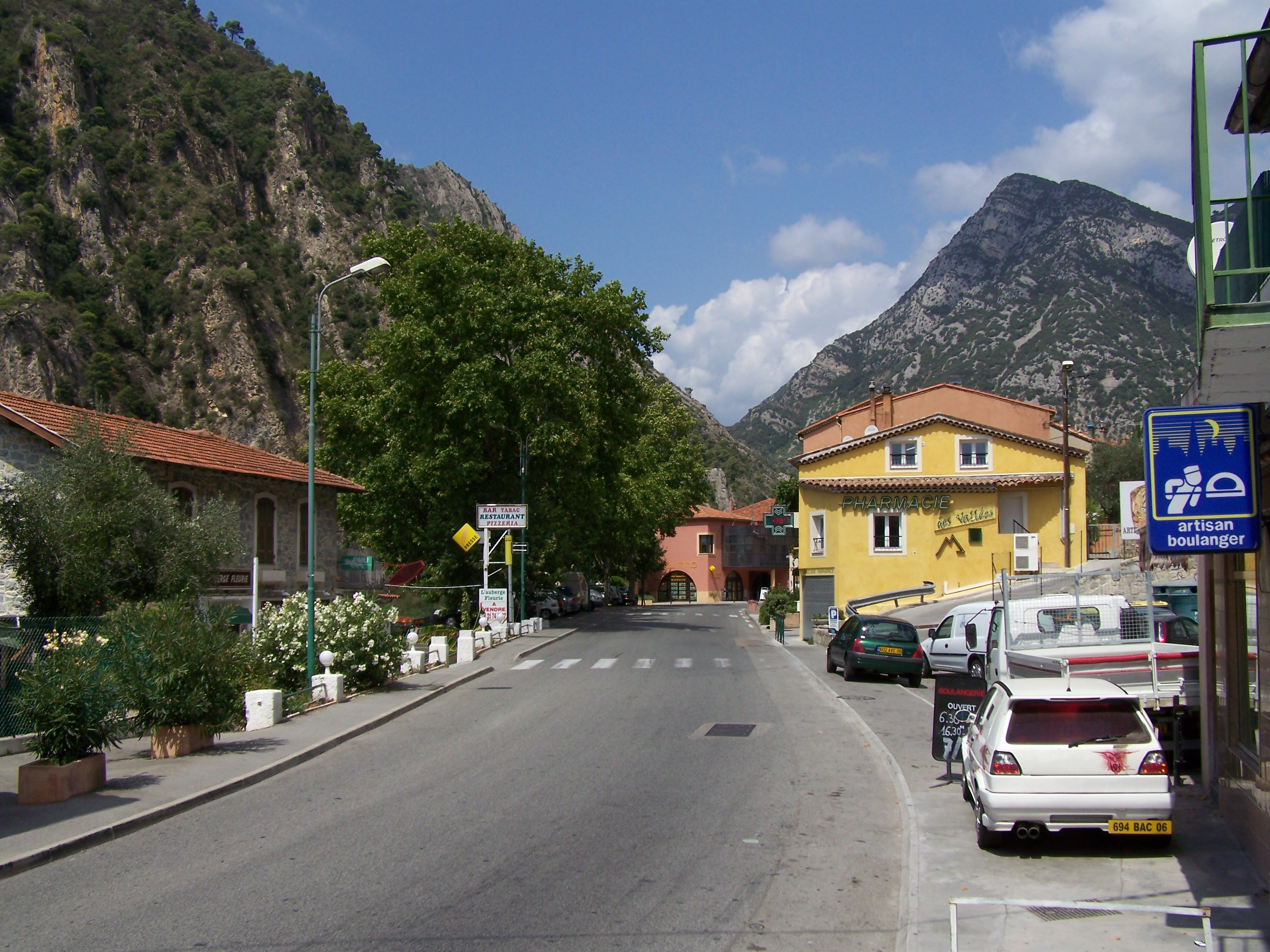
La grande rue de Plan-du-Var

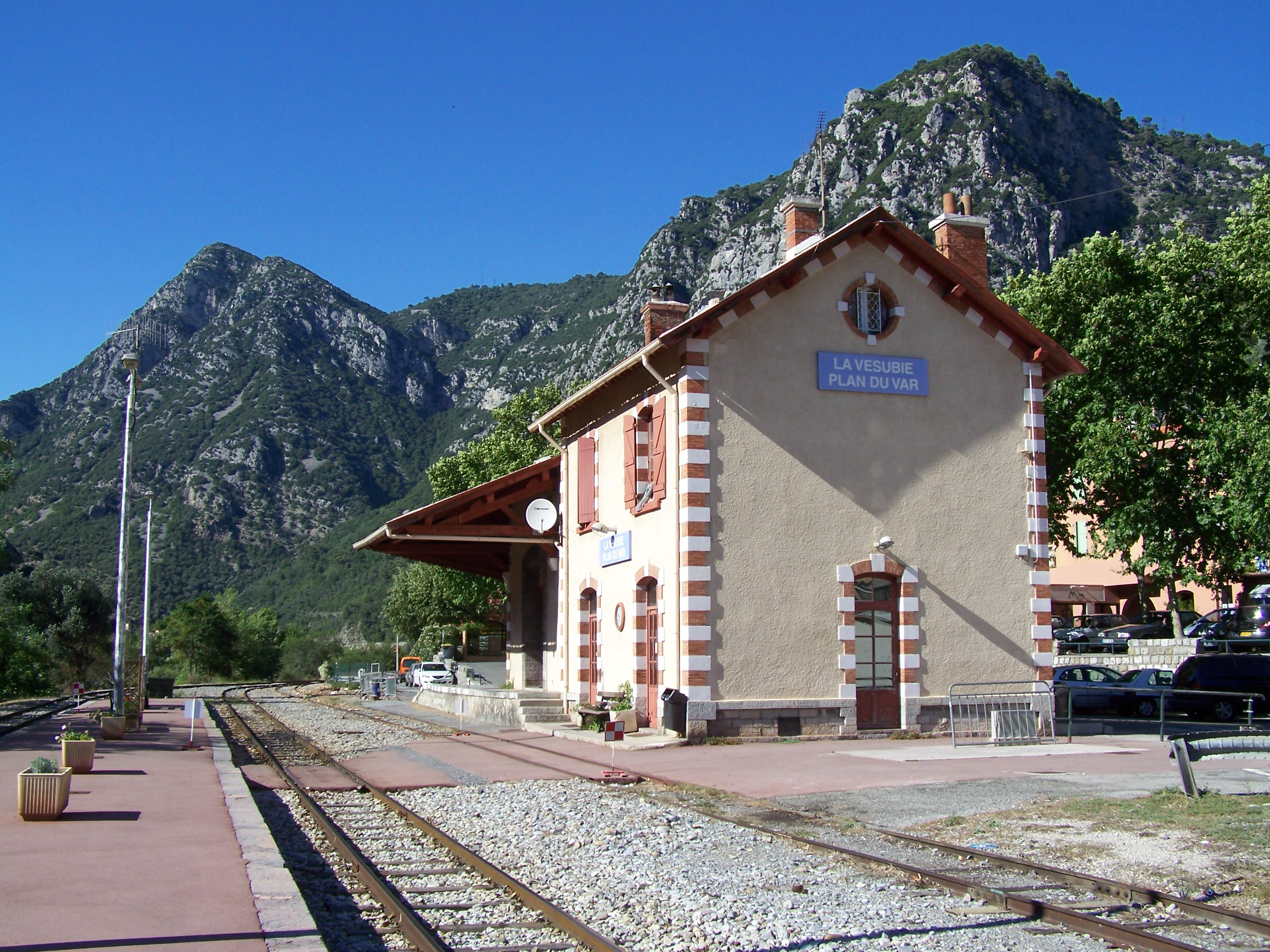
La gare de Plan-du-Var

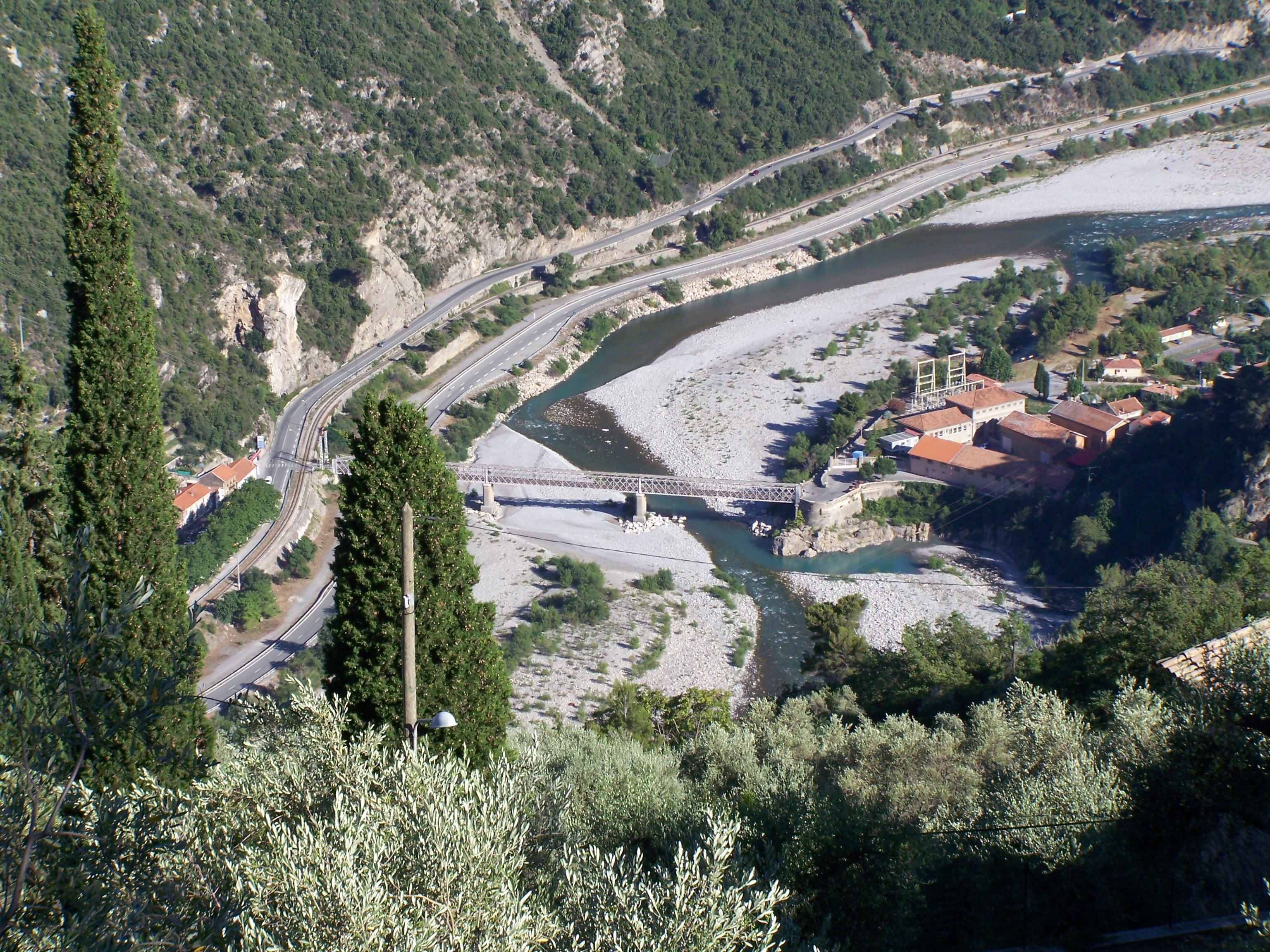
L'usine électrique du Gabre

Plan-du-Var est un écart d'un peu moins de 200 habitants, situé dans la vallée du Var, à 30 km au nord de Nice, sur la D6202 (ex-RN202).
Cette agglomération est une partie de la commune de Levens. L'écart est situé à 15 kilomètres à l'ouest du « village-mère », dans le département des Alpes-Maritimes.

## Historique
Le village, situé en face du Gabre de Bonson, est le dernier avant l'embranchement entre la vallée du Var et celle de la Vésubie.
Jusqu'au milieu du XIXe siècle, le lieu est désert et difficile d'accès. La hameau va prendre naissance grâce aux travaux d'endiguement du Var, projetés en 1829, approuvés par le roi de Sardaigne en 1837 et commencés le 11 février 1845. Le village est fondé en 1845 par Jean-Baptiste Drogoul, originaire de Gilette, lorsque celui-ci établit dans la localité une écurie pour chevaux et mulets, qui devient en 1849 un relais de diligences, puis un hôtel. 
Cet endiguement permet la récupération de nouvelles terres agricoles, le développement d'une usine de ciment à Baou-Rous, et la construction à la fin du XIXe siècle d'une route carrossable (1873) et d'une voie ferrée vers Digne-les-Bains (le premier train passe en gare de Plan-du-Var le 7 juin 1892, mais la ligne des Chemins de fer de Provence ne sera achevée qu'en 1911 et jamais électrifiée). Plan-du-Var devient alors un important nœud routier entre Nice et les vallées du haut Var, de la Tinée et de la Vésubie.
D'autres grands travaux sont la construction de 1880 à 1895 du canal de la Vésubie pour alimenter Nice avec l'eau des montagnes, de l'usine électrique du Gabre en 1890 pour alimenter en électricité les tramways niçois, et d'une route carrossable dans la vallée de la Vésubie commencée en 1893.
Les communications ont toujours été difficiles entre l’écart de Plan-du-Var et son « village-mère » de Levens, au point que les habitants demandent avec insistance dès 1905 la création d’une commune distincte... pour essuyer toujours le même refus malgré leurs demandes réitérées en 1906, 1907 et 1922 !
L'agglomération compte un grand nombre de commerces en raison du passage de la route départementale 6202 (ancienne RN202).
Le Conseil général installe[Quand ?] à la "Porte des Alpes" une Maison du département, Centre de proximité réunissant toutes les missions du CG06, le conseil et l'orientation vers les structures partenaires.

## Infrastructures

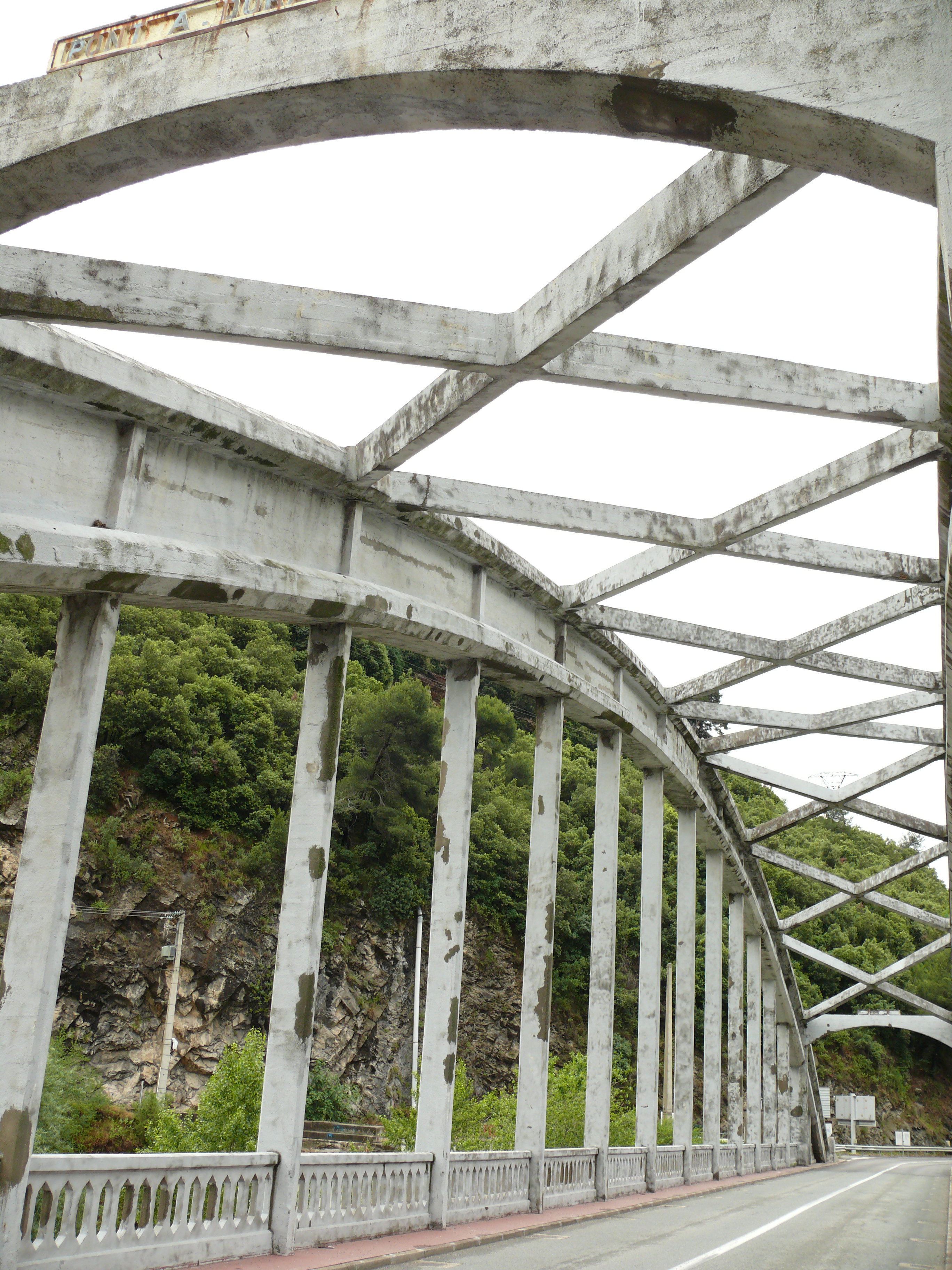
Pont A. Durandy

Pour permettre le passage de la Vésubie par cette route, il a été construit le pont A. Durandy. Le pont précédent avait été détruit au cours d'une crue et l'Administration avait ouvert un concours pour le remplacer. 
Après la remise des prix, la Direction départementale de l'Équipement avait demandé une étude pour un pont à une seule travée pour limiter les risques dues aux crues et tenir compte de la proximité du pont pour la ligne Nice - Digne. Le pont qui a été réalisé est un pont en arc à tablier suspendu. 
Il a été construit par la Société Thorrand & Cie de Nice et étudié par le bureau d'études Pelnard-Considère & Caquot. L'ouvrage a une portée moyenne de 100 mètres.

## Patrimoine
- L'église, datée du 23 juillet 1911, est une construction réalisée à l'initiative de l'abbé Henri Chatain, originaire de l'Isère[7].

Les deux cloches ont été fondues en 1912 par G. Paccard à Annecy.
- Plaque commémorative 1914-1918 en l'honneur des soldats de Plan-du-Var morts au cours de la Première Guerre mondiale, apposée sur la façade de l'église Sainte Anne[8].

## Personnalités liées à la commune
- Ange-Marie Miniconi, résistant français, y fut instituteur au début de sa carrière. Il dirigea à Cannes, sous le nom de Commandant Jean-Marie, un important réseau de résistance durant la Seconde Guerre mondiale.
- Après l’exécution de son père, le 31 juillet 1944, Jacques Lippmann prit le commandement de la compagnie Lorrain, participa à la libération de Levens - Plan-du-Var et entra à Nice le 29 août, le lendemain de l’insurrection[9].

## Galerie photos

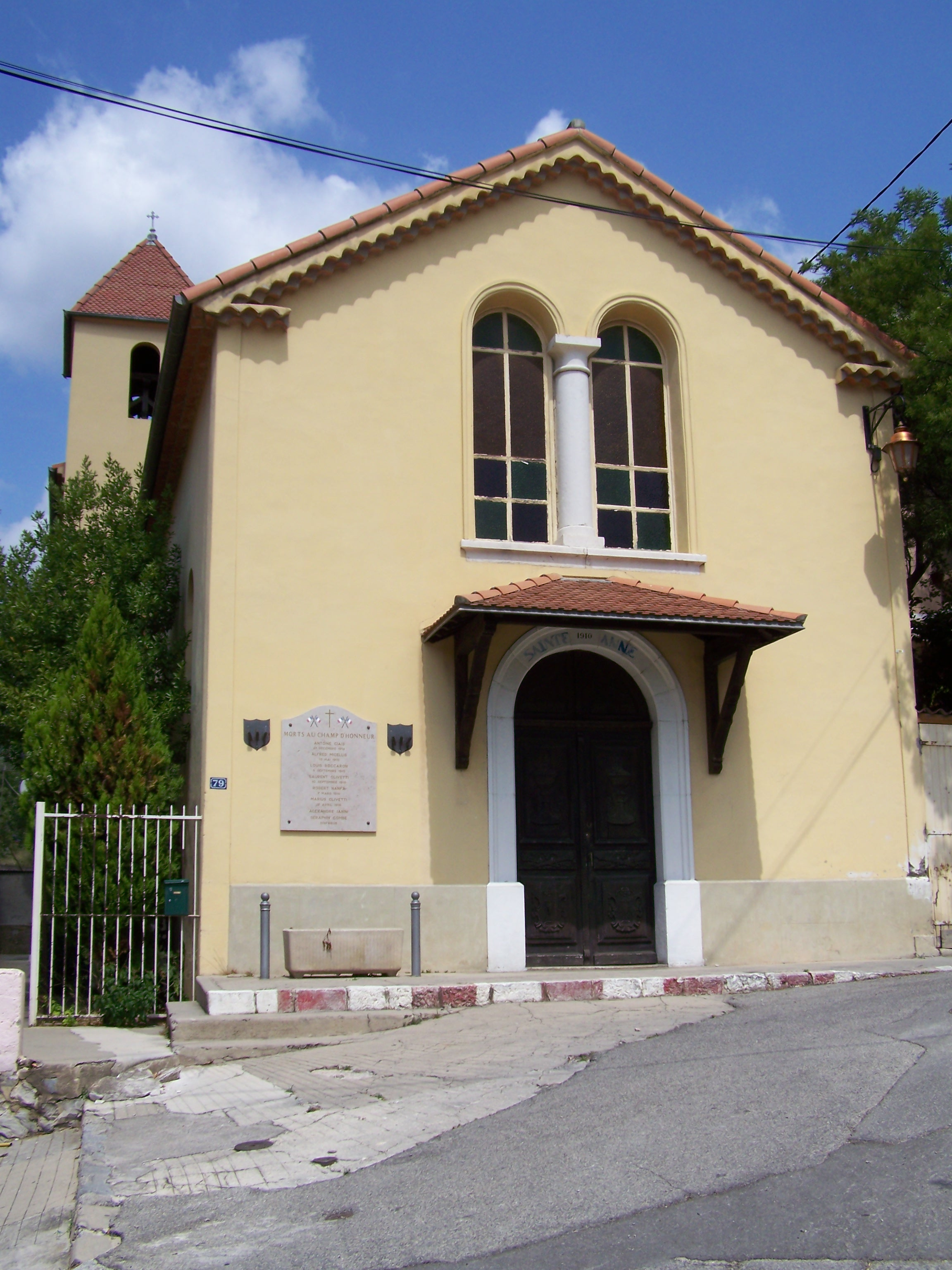
Église Sainte-Anne
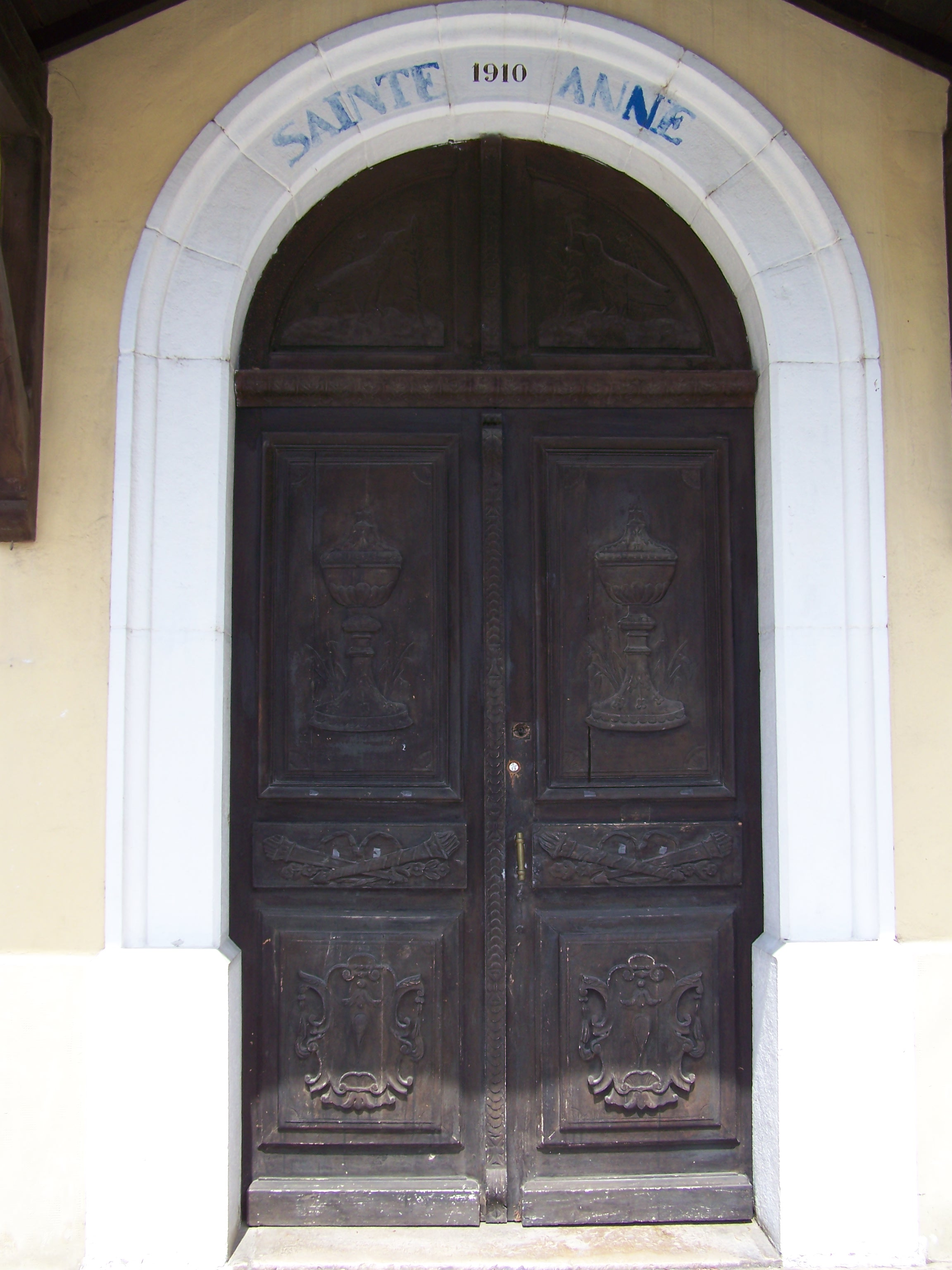
Porte de l’église
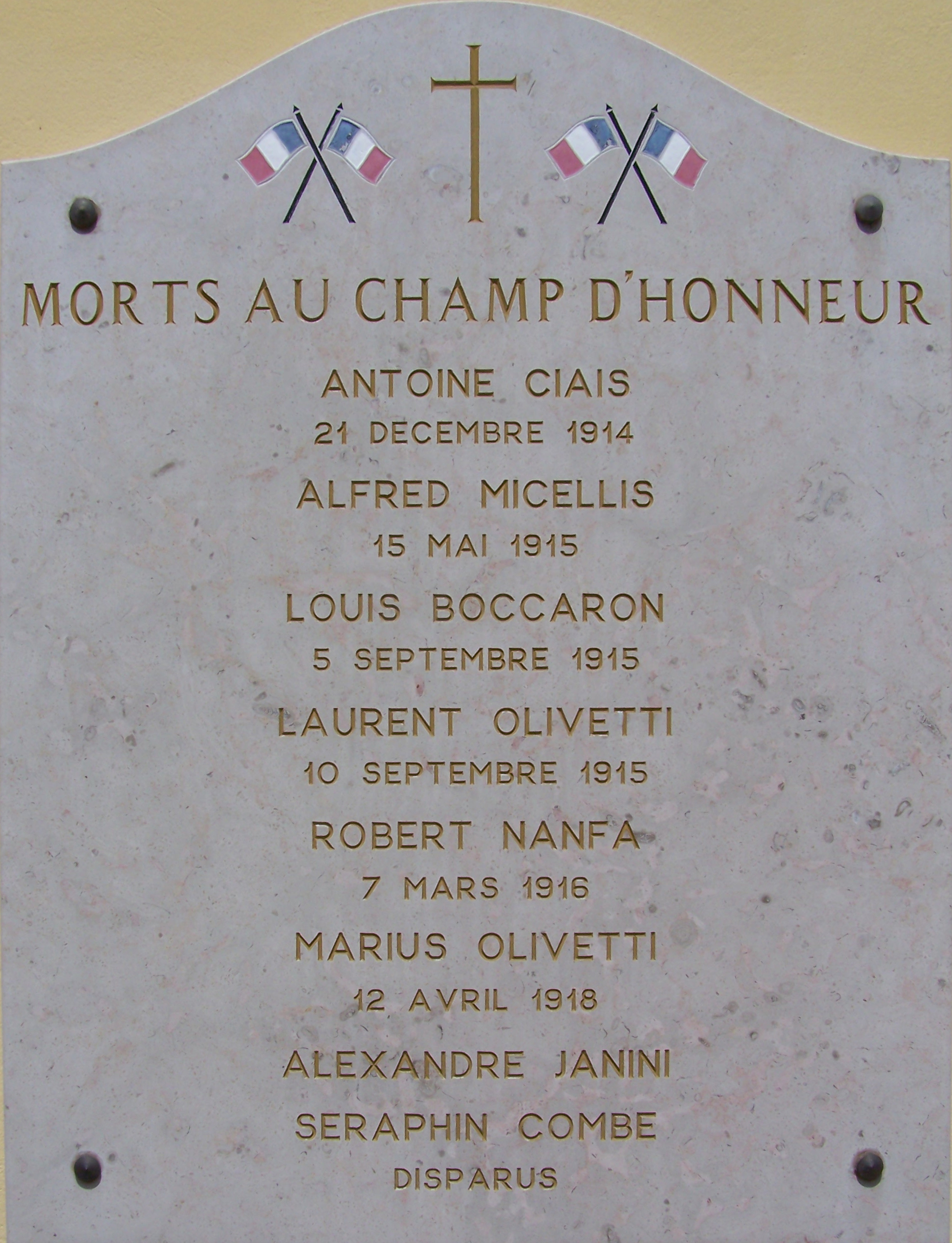
Morts guerre 1914-1918
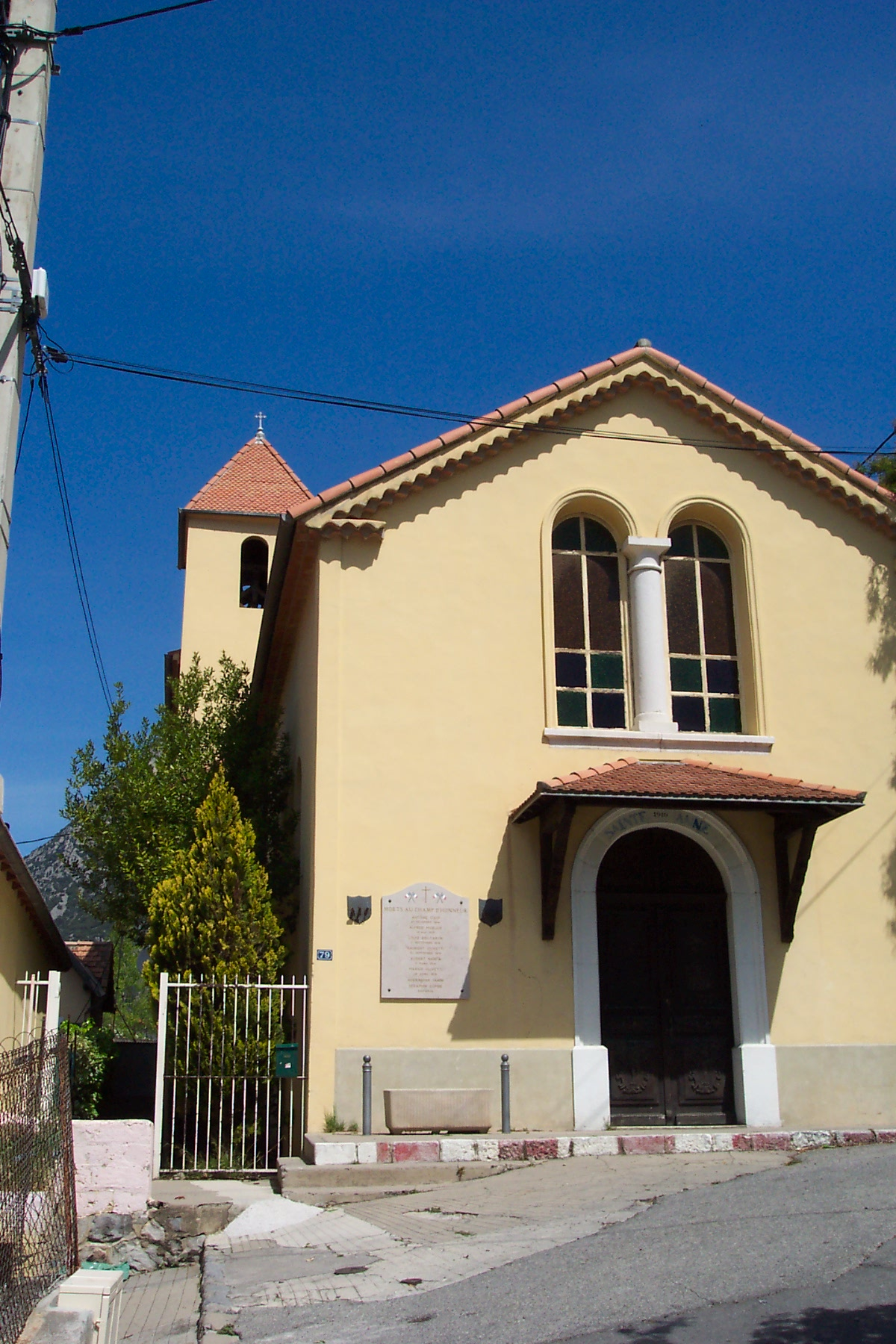
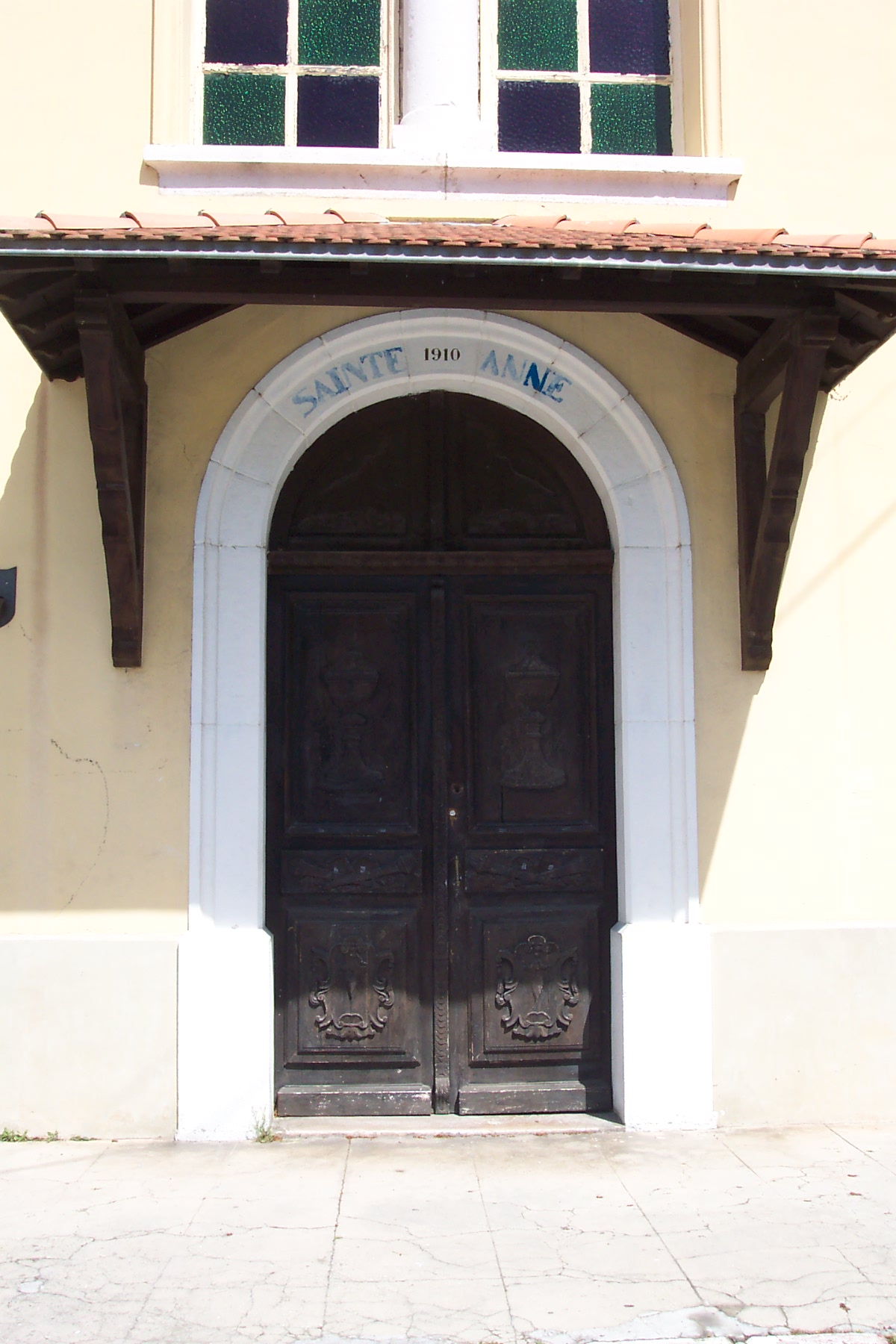
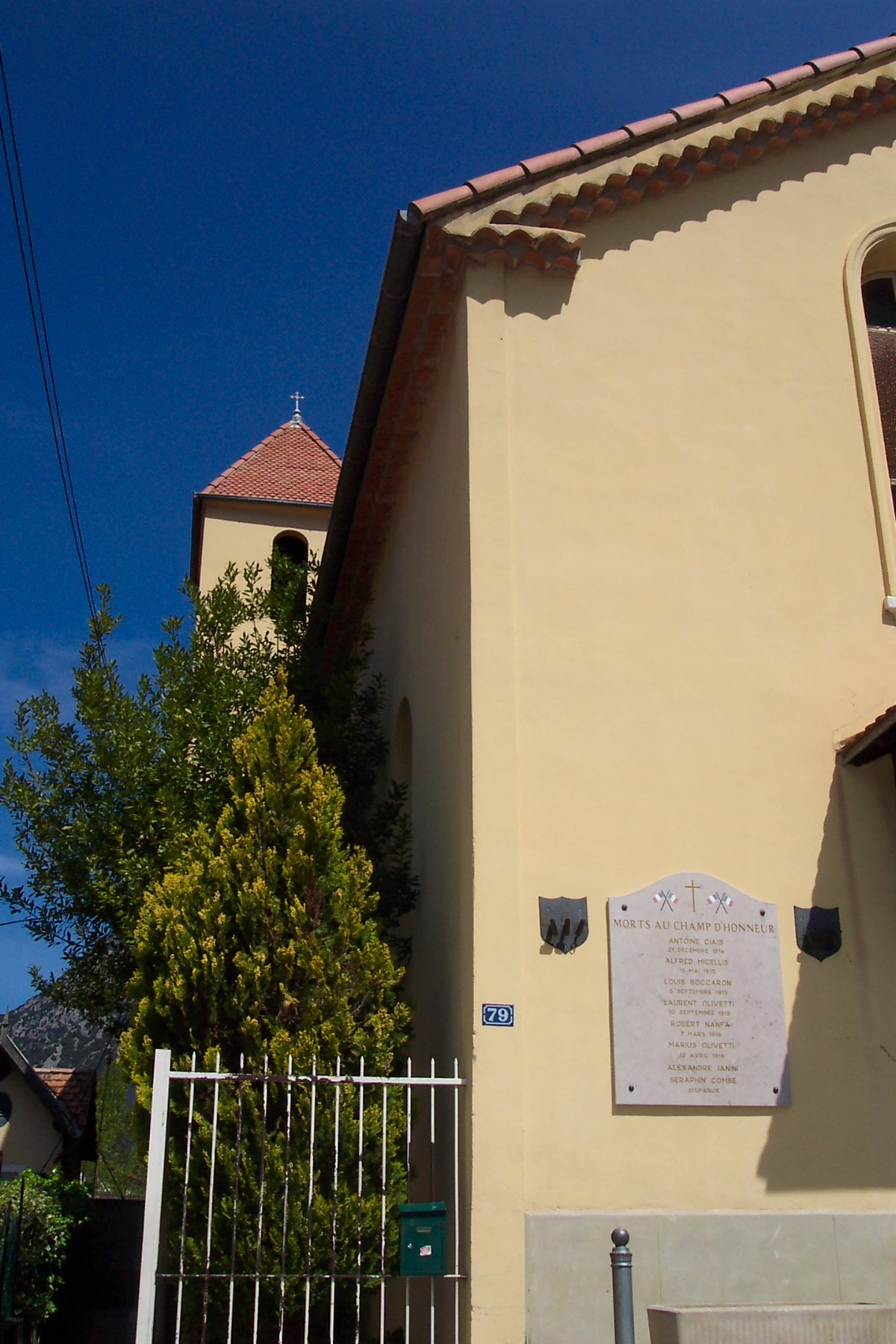